# Il grande e potente Oz
Il grande e potente Oz (Oz the Great and Powerful) è un film del 2013 diretto da Sam Raimi e interpretato da James Franco, Mila Kunis, Rachel Weisz e Michelle Williams. Scritto da Mitchell Kapner e David Lindsay-Abaire, il film è tratto dal famoso romanzo di Lyman Frank Baum Il meraviglioso mago di Oz e dai successivi libri su questa saga firmati dall’autore, ed è anche l'ideale prequel della pellicola girata da Victor Fleming e prodotta dalla MGM nel 1939, Il mago di Oz. Terzo adattamento audiovisivo prodotto dalla Disney sull’opera di Baum, Il grande e potente Oz è stato girato interamente negli studi cinematografici di Pontiac, nei pressi di Detroit, con un budget da 215 milioni di dollari.

## Trama
Kansas, 1905. Il giovane ed egocentrico Oscar Diggs lavora come illusionista in un piccolo circo con il nome d’arte di "Il grande e potente Oz" e sogna di essere riconosciuto dal pubblico come un grande mago. Annie, la donna che lui ama ma con la quale non vuole impegnarsi, gli annuncia che sta per sposarsi. Oscar che è anche un donnaiolo incallito, finisce nei guai con l'uomo forzuto del circo, quando questo scopre che ha flirtato con sua moglie. L'illusionista gli sfugge salendo su una mongolfiera e venendo risucchiato da un improvviso tornado. Mentre è alla mercé del capriccio della natura, Oscar supplica Dio di risparmiargli la vita, promettendo che cercherà di essere un uomo migliore.
Finita la tempesta, l'uomo atterra in una bizzarra terra magica e viene trovato da Theodora, la "strega buona", la quale, affascinata dal giovane, crede che lui sia il prescelto della profezia che racconta di un mago che eliminerà la "strega cattiva" assassina del Re di Oz, e che diverrà il nuovo sovrano. Dopo aver sentito che il Mago da tutti atteso entrerà anche in possesso di un enorme tesoro d'oro, Oscar decide di far credere alla gente di essere il prescelto immedesimandosi nel suo stesso alter ego. I due s'incamminano lungo il sentiero di mattoni gialli per raggiungere la Città di Smeraldo, la capitale del regno, e lungo la strada la bella strega si innamora dell'uomo. Lui non la ricambia ma per opportunismo decide di assecondarla, tanto che in serata, davanti al fuoco, i due condividono un ballo al termine del quale si baciano. Il giorno dopo, Oscar salva la vita di Finley, una piccola scimmia volante, da un leone, e come ringraziamento, l'animale giura a Oscar che sarà per tutta la vita il suo fedele servitore. Il giovane gli rivela di non essere il prescelto, e gli ordina di mantenere la menzogna, con grande irritazione di quest’ultimo.
Giunti alla Città di Smeraldo, Oscar incontra Evanora, sorella di Theodora, colei che custodisce il trono del Mago fino all'arrivo del prescelto. Dopo essere stato informato che solo spezzando la bacchetta magica della strega cattiva potrà annientarla, Oscar s'incammina per la Foresta Oscura insieme a Finley. Lungo la strada i due si fermano nel devastato Paese di Porcellana, dove incontrano una piccola bambina di porcellana, piangente e con le gambe spezzate. Oscar riesce a ripararla usando della colla, quindi viene informato che il paese è stato distrutto dalle scimmie volanti della strega cattiva. I tre proseguono la loro strada per la Foresta Oscura e incontrano Glinda, la supposta strega cattiva, che però si rivela essere buona, la Strega Buona del Sud, nonché figlia del Re defunto, inoltre Glinda è straordinariamente somigliante a Annie, la ragazza innamorata del circo che era innamorata di Oscar. Evanora è quindi la vera strega cattiva, che spia il gruppo da una sfera di cristallo, e sfruttando l'amore che Theodora prova per Oscar, Evanora inganna la sorella facendole credere che il giovane stia corteggiando sia lei che Glinda. La strega cattiva, offre una mela magica alla sorella disperata, che tramuta Theodora in un'orrenda strega malvagia col mento appuntito e la pelle verde.
Le due sorelle malvagie mandano le Scimmie Volanti ad uccidere il gruppo di Oscar, ma Glinda riesce a portare tutti in salvo, sollevando della nebbia per nascondersi alla vista dei nemici e con delle bolle magiche trasporta tutti quanti nel suo regno. La donna si rivela essere a conoscenza del segreto di Oscar, tuttavia crede lo stesso che egli possa aiutarla a fermare Evanora. Quando il giovane prende malvolentieri il comando di una "armata" composta dai popoli degli Stagnini, dei Minutoli e dei Quadrangoli, Theodora assedia il regno di Glinda e prende di mira Oscar, mostrandogli il suo nuovo mostruoso aspetto da Strega Malvagia dell'Ovest; prima di essere respinta da Glinda, giura di tornare con l'esercito della Città di Smeraldo.
Oscar si rende conto degli errori commessi ma è convinto di non essere in grado di guidare il buon popolo di Oz. L'illusionista esprime i propri dubbi a Glinda e le confessa di non essere il mago che lei attendeva, bensì soltanto un cialtrone. Sta quindi per rinunciare all'impresa, ma la fiducia riposta in lui dalla donna e dalla bambina di porcellana gli infonde coraggio: mentre, con trasporto, Oscar racconta alla bambina del suo "eroe", Thomas Edison, gli si accende la lampadina di una grande idea: sfrutterà tutti i trucchi illusionistici che conosce, aggiornati alle più recenti scoperte tecnologiche, per combattere le streghe cattive.
Il giorno seguente le due streghe malvagie osservano l'esercito di Oscar marciare verso la Città di Smeraldo avvolto nella nebbia di Glinda e così mandano loro addosso le Scimmie Volanti per annientarli. Le scimmie scoprono però troppo tardi che l'armata è in realtà composta da spaventapasseri meccanici creati dai Minutoli e dai Quadrangoli, e soccombono al magico sonno provocato dal campo dei papaveri velenosi, ma due di loro riescono a scamparla e a catturare Glinda trascinandola in città dalle malvagie sorelle, che intendono torturarla pubblicamente al cospetto dei cittadini. Oscar e la sua "armata" riescono ad infiltrarsi nella Città di Smeraldo con l'aiuto dell'araldo nano Knuck, che poi li abbandona per scappare da Oz con una nuova mongolfiera dopo aver sottratto parte del tesoro, tuttavia Theodora fa esplodere il pallone in cielo, cosicché tutti credono che il mago sia morto.
In realtà si tratta di un bluff architettato da Oscar e dal maestro Stagnino. Ingannando i presenti con la sua presunta "vera forma" (l’immagine è solo la sua faccia proiettata su una colonna di fumo attraverso un prassinoscopio realizzato dagli Stagnini), e "scatenando le stelle" (ovvero servendosi di fuochi d'artificio), l'illusionista riesce a far fuggire Evanora spaventandola e a rispondere ai ripetuti attacchi di Theodora con altri razzi, i quali fanno scappare la strega con l'avviso di Oscar che, in caso ritrovasse il suo animo buono, sarebbe ben accetta. Theodora rifiuta e vola via verso il Paese dell'Ovest, lasciando il giovane rattristato.
Glinda, frattanto, viene liberata grazie all'aiuto della Fanciulla di Porcellana che le riporta la bacchetta magica e a quel punto si scontra a duello con Evanora. Durante la battaglia la collana di quest'ultima si spezza e con essa si dissolve la magia della strega, che trasmuta rivelando il suo vero aspetto di vecchia deforme. Al termine del combattimento Evanora viene quindi bandita da Glinda dalla Città di Smeraldo e, trascinata in volo dalle scimmie volanti, fugge via nel Paese dell'Est.
Oscar, divenuto il sovrano di Oz, installa una versione miniaturizzata del suo proiettore nella sala del trono, e premia i suoi compagni con dei doni: al maestro Stagnino regala il proprio coltellino multiuso, allo scontroso Knuck regala una mascherina di carta a forma di sorriso, libera Finley dall'essere suo servo donandogli l'amicizia e infine la Fanciulla di Porcellana accetta i compagni di Oscar come una nuova famiglia. Alla fine, quest'ultimo prende Glinda in disparte portandola dietro le tende del proiettore, dove i due si baciano dopo che l'illusionista l'ha ringraziata per averlo reso un uomo migliore.

## Produzione

### Sviluppo
Nel 2010, Joe Roth, produttore di Alice in Wonderland, propose al presidente di produzione della Disney, Sean Bailey, l'intenzione di adattare sul grande schermo una nuova storia tratta dal romanzo di Lyman Frank Baum Il meraviglioso mago di Oz e dai successivi libri dell'autore sullo stesso universo. L'idea di Roth, suggeritagli dallo sceneggiatore Mitchell Kapner, era di creare una sorta di prequel del famoso adattamento del 1939 Il mago di Oz, questa volta con un protagonista maschile, focalizzando così la storia sul passato del mago e sul suo arrivo a Oz dal Kansas. Kapner realizzò un soggetto basandosi sui libri, il progetto entrò in produzione, e Roth non convinto del tutto, ingaggiò David Lindsay-Abaire come sceneggiatore da affiancare a Kapner, quest'ultimo, più che altro scrisse una nuova versione del primo script, dotandolo di nuove idee originali rispetto ai libri di Frank Baum. Ad aprile 2010, mentre i due autori erano al lavoro sulla sceneggiatura, Sam Mendes e Adam Shankman entrarono in trattative con la Disney per dirigere la pellicola, mentre Roth contattò Robert Downey Jr. per interpretare il protagonista. In ottobre, lo studio assunse invece Sam Raimi come regista, ma Downey, Jr. declinò la parte, a questo punto Johnny Depp venne ritenuto un possibile sostituto, fino a febbraio 2011, quando il ruolo venne dato a James Franco, che aveva già lavorato con Raimi nella trilogia di Spider-Man. La Disney stanziò un budget da 200.000.000 di dollari e decise di girare il film a Detroit, la città natale del regista, al Raleigh Michigan Studios situato nel sobborgo di Pontiac. Nel giugno 2011, lo studio annunciò che Danny Elfman avrebbe composto la colonna sonora, Elfman e Raimi, anni prima avevano avuto un diverbio durante la lavorazione di Spider-Man 2, interrompendo a causa di questo la loro lunga e proficua collaborazione artistica e dichiarando che non avrebbero mai più lavorato insieme. Tuttavia, per questo nuovo film ebbero modo di riappacificarsi.
Durante la fase del casting, Sam Raimi ebbe dei diverbi con i produttori dato che intendeva ingaggiare Hilary Swank per il ruolo di Glinda dopo il rifiuto di Blake Lively, ma la Disney lo costrinse a scritturare Michelle Williams. Per gli altri ruoli importanti, furono scritturate Mila Kunis nella parte di Theodora e Rachel Weisz in quella della sorella cattiva Evanora, a Zach Braff fu affidata la doppia parte di Finley/Frank, e il regista scelse la giovanissima Joey King come fanciulla di porcellana/bambina disabile. L’anziano Bill Cobbs venne scritturato per la parte del Maestro Stagnino, e per gli altri ruoli secondari Raimi ingaggiò l’attore affetto da nanismo Tony Cox per interpretare Knuck, Abigail Spencer per la parte di May, il suo attore feticcio e amico di infanzia Bruce Campbell nel ruolo dello Strizzolo di guardia al cancello della Città di Smeraldo, e Stephen R. Hart nei panni del Generale degli Strizzoli. Per la maggior parte dei piccoli ruoli il regista si avvalse di attori locali dell’area di Detroit come Tim Holmes e Mia Serafino, facendo fare dei brevi camei anche a molti degli interpreti che in passato avevano lavorato con lui e Bruce Campbell alla trilogia de La casa (Ellen Sandweiss, Betsy Baker, Theresa Tilly, Dan Hicks, Timothy Patrick Quill e suo fratello minore Ted Raimi). Alla sua ultima apparizione cinematografica, John Paxton, padre del noto attore Bill Paxton che in passato aveva recitato in altri film di Raimi, ebbe il breve ruolo di uno Stagnino anziano.

### Riprese
Le riprese del film cominciarono il 27 luglio 2011 e si conclusero il 22 dicembre dello stesso anno. Sam Raimi, scelse di utilizzare in prevalenza delle telecamere 3-D e di girare quasi tutto il film in dei veri set costruiti dallo scenografo anche per le scene che necessitavano della tecnologia CGI, in modo che gli attori potessero avere un riferimento visivo, invece di utilizzare lo schermo verde che in genere viene usato su questo tipo di sequenze. Zach Braff e Joey King quando interpretavano i loro personaggi in CGI erano sempre presenti sul set registrando i loro dialoghi insieme agli altri attori. Braff, quando interpretava Finley, indossava una tuta blu per il motion capture in modo da creare i movimenti del personaggio, inoltre, per le sequenze di volo, l’attore era dotato di una piccola telecamera collegata al suo viso per ottenere i movimenti facciali. Il trucco e le protesi di Mila Kunis dopo la trasformazione in strega malvagia, sono stati supervisionati dal mago degli effetti speciali Greg Nicotero, e richiedevano quattro ore di tempo per applicarli all’attrice più un'altra ora per poterli rimuovere. Lo scenografo Robert Stromberg, che in precedenza aveva vinto due Oscar per Avatar e Alice in Wonderland, si è ispirato ai film di Frank Capra per realizzare il design Art Déco dei set ambientati nella Città di Smeraldo.
Sebbene Il grande e potente Oz sia una sorta di prequel “spirituale” della pellicola del 1939 interpretata da Judy Garland e prodotta dalla Metro-Goldwyn-Mayer, non era legalmente consentito alla Disney di considerarlo tale. Sam Raimi, nel realizzarlo, ha dovuto seguire una sottile linea stilistica che omaggiava il film originale cercando allo stesso tempo di non violarlo con somiglianze visive e riferimenti troppo espliciti, questo perché Il mago di Oz, a tutt’oggi è di proprietà della Warner tramite l’affiliata Turner Entertainment, che aveva acquistato la library della MGM nel 1986. Di conseguenza, il regista e lo studio si avvalsero di un esperto di copyright sempre presente sul set, in modo da garantire che non si verificasse alcuna violazione con i diritti d’autore e scenografici legati al film del 1939.
Oltre a queste problematiche legali, le riprese si sono protratte per diverso tempo a causa degli svariati ritardi causati da una parte del cast per impegni lavorativi presi in precedenza e varie circostanze non correlate. Rachel Weisz, a metà della lavorazione si è allontanata dal set per girare The Bourne Legacy, Michelle Williams è stata costretta a promuovere l'uscita di Marilyn, e il padre di James Franco è morto durante la produzione. L’attore, oltre a gestire questo lutto famigliare, stava girando sempre nei pressi di Detroit in contemporanea al film di Raimi anche Tar, nella duplice veste di protagonista e produttore. Questo piccolo film indipendente trattava la vita del poeta C. K. Williams ed era il saggio finale di dodici allievi del corso di cinema che Franco teneva alla New York University, inoltre, vennero scritturati anche altri interpreti de Il grande e potente Oz come Mila Kunis, Zach Braff e Bruce Campbell. Joe Roth, a causa di tutti questi eventi sovrapposti da gestire, ha paragonato il suo lavoro di produttore a quello di un controllore del traffico aereo. Infine, Sam Raimi ha dovuto affrontare altre problematiche per modificare la natura spaventosa di diverse scene già durante le riprese, in modo da ottenere in seguito la classificazione PG della MPAA desiderata dallo studio. Tutte queste problematiche hanno alzato il budget della pellicola di altri 15.000.000 di dollari.

### Post-produzione
Mentre Elfman lavorava alla colonna sonora, il montaggio del film fu affidato al premio Oscar Bob Murawski, che aveva già lavorato con Sam Raimi a L'armata delle tenebre, The Gift - Il dono, Drag Me to Hell e alla trilogia di Spider-Man. Questa fase finale della lavorazione si protrasse fino al gennaio del 2013, anche per adattare la pellicola nelle varie versioni scelte dalla Disney per la distribuzione oltre al classico formato in 2D (IMAX, Disney Digital 3D, RealD 3D e IMAX 3D).

## Colonna sonora
La colonna sonora è stata interamente composta da Danny Elfman, storico collaboratore di Sam Raimi, che in passato aveva firmato per il regista le musiche di Darkman, L'armata delle tenebre, Soldi sporchi, Spider-Man e Spider-Man 2. Prodotta dalla Walt Disney Records, è stata messa in commercio a partire dal 5 marzo 2013.
Il 19 febbraio 2013 venne pubblicato online Almost Home, motivo principale del film, scritto e interpretato da Mariah Carey.

### Tracce
Musiche di Danny Elfman.
1. Main Titles
2. A Serious Talk
3. Oz Revealed
4. A Strange World
5. Where Am I?/Schmooze-A-Witch
6. Fireside Dance
7. Meeting Finley
8. The Emerald Palace
9. Treasure Room/Monkey Business
10. China Town
11. A Con Job
12. Glinda Revealed
13. The Munchkin's Welcome Song
14. Bad Witch
15. The Bubble Voyage
16. Great Expectations/The Apple
17. Meeting the Troops
18. What Army?
19. Theodora's Entrance/A Puppet Waltz
20. A Threat
21. Bedtime/The Preparation Montage
22. Call to Arms
23. Destruction
24. Oz The Great and Powerful
25. Fireworks/Witch Fight
26. Time for Gifts
27. End Credits from Oz

## Distribuzione
Il primo teaser trailer ufficiale del film è uscito online il 12 luglio 2012, in occasione della presentazione al San Diego Comic-Con International. Quello in italiano, è stato invece rilasciato in esclusiva da Yahoo! il 13 luglio. Il 14 novembre è uscito il trailer ufficiale, anche in lingua italiana.
Per promuovere il film negli Stati Uniti, la Disney ha ricreato alcuni ambienti del mondo di Oz nei suoi parchi a tema organizzando eventi e proiezioni gratuite della pellicola
e ha anche collaborato con la IMAX Corporation e la HSN coordinando una serie di voli in mongolfiera, a partire dalla California presso il lotto dei Walt Disney Studios a Burbank. Questa massiccia campagna di marketing più il budget per le spese di distribuzione sono costati alla compagnia circa 100.000.000 di dollari, in parte intelligentemente recuperati sfruttando a livello commerciale alcuni di quegli stessi eventi dedicati al film.
La première mondiale del film si è tenuta ad Hollywood al El Capitan Theatre il 13 febbraio 2013, a cui è seguita il 1º marzo quella europea, tenutasi a Londra.
Dal 7 marzo 2013, Il grande e potente Oz è stato distribuito nelle sale cinematografiche italiane, argentine, australiane, neozelandesi, ceche, danesi, tedesche, ungheresi, russe, di Hong Kong e di Singapore, mentre dal giorno successivo è uscito negli Stati Uniti, Canada, Regno Unito, Irlanda, Brasile, Giappone, Bulgaria, Lituania, Polonia e Turchia
Per il mercato nordamericano, a seconda dei 3.912 schermi cinematografici che proiettavano il film tra Stati Uniti e Canada, Il grande e potente Oz è stato distribuito in svariati formati: Disney Digital 3D, 2D, IMAX, RealD 3D e IMAX 3D. Mentre nei cinema di quasi tutti gli altri paesi del mondo compresa l’Italia, la pellicola è uscita prevalentemente in 3D e in 2D.

## Accoglienza

### Incassi
Per la Disney, il film di Sam Raimi è stato un discreto successo anche se non è riuscito a bissare lo straordinario risultato che nel 2010 aveva avuto Alice in Wonderland ($1.025.468.216 di incasso globale). Distribuito nelle sale cinematografiche di Stati Uniti e Canada l’8 marzo 2013 in 3.912 schermi, Il grande e potente Oz, si è piazzato al primo posto nella classifica del box office durante il weekend di apertura con un incasso di 79.110.453 dollari. La pellicola, ha mantenuto la prima posizione anche nel secondo weekend incassando 41.252.704 dollari, ed è arrivato al terzo posto in quello successivo (ma con 107 schermi in meno rispetto ai primi due), inoltre, ha ottenuto ottimi risultati anche sul mercato internazionale, debuttando contemporaneamente in 46 paesi, con circa 70.000.000 di dollari incassati nel primo weekend di programmazione. A fronte di un budget di produzione da 215.000.000, il film è riuscito a incassare alla fine della sua corsa 234.911.825 dollari in Nord America, più altri 258.400.000 dal mercato estero, totalizzando così un incasso di 493.311.825 dollari a livello mondiale. La pellicola, si è rivelata profittevole anche sul mercato dell’Home Entertainment, inizialmente con la distribuzione in DVD e in Blu-Ray disc, dove soltanto negli Stati Uniti ha guadagnato con le copie destinate alla vendita di questi due formati, circa 53.500.000 dollari nonostante la crisi del settore, e successivamente anche con lo streaming su svariate piattaforme, fino ad approdare a Disney+. Secondo il sito di informazione Deadline Hollywood, Il grande e potente Oz, nei primi due anni di sfruttamento ha generato alla Disney un utile netto di 36.400.000 dollari, considerando tutte le spese e le entrate, diventando così la tredicesima pellicola più redditizia del 2013. Il film, è rimasto il maggior incasso di una produzione cinematografica dedicata all’universo del mago di Oz, fino al dicembre 2024, quando è stato superato al box office da Wicked, diretto da Jon M. Chu e prodotto dalla Universal Pictures.

## Riconoscimenti
- 2014 – Costume Designers Guild Awards
  - Candidatura per Excellence in Sci-Fi/Fantasy Film a Gary Jones e Michael Kutsche [27]
- 2014 - Visual Effects Society Awards
  - Candidatura per Outstanding Model in a Photoreal or Animated Project a Troy Saliba, In-Ah Roediger, Carolyn Vale e Kevin Souls per  la "fanciulla di porcellana"
- 2014 - Satellite Awards [28]
  - Candidatura per i Migliori effetti speciali a James Schwalm, Scott Stokdyk e Troy Saliba
  - Candidatura per i Miglior costumi a Gary Jones
  - Candidatura per la Migliore scenografia a Robert Stromberg e Nancy Haigh
- 2014 - Saturn Award
  - Candidatura per al Miglior film fantasy
  - Candidatura per la Miglior colonna sonora a Danny Elfman
  - Candidatura come Migliori costumi a Gary Jones
  - Candidatura come Miglior scenografia a Robert Stromberg
- 2014 - Kids' Choice Award
  - Candidatura al Miglior film
  - Candidatura al Miglior attrice cinematografica a Mila Kunis
- 2014 - MTV Movie Awards
  - Candidatura per il Miglior cattivo a Mila Kunis
- 2014 - E! People's Choice Awards[29]
  - Candidatura come Miglior film per famiglie
- 2013 - Teen Choice Awards
  - Candidatura per il Miglior film di fantasy
- 2013 - Golden Trailer Awards[30]
  - Candidatura per Miglior spot TV di animazione/famiglia per “Super Hybrid”
  - Candidatura per Miglior spot TV di animazione/famiglia per “Music Box”